# Lubaantun

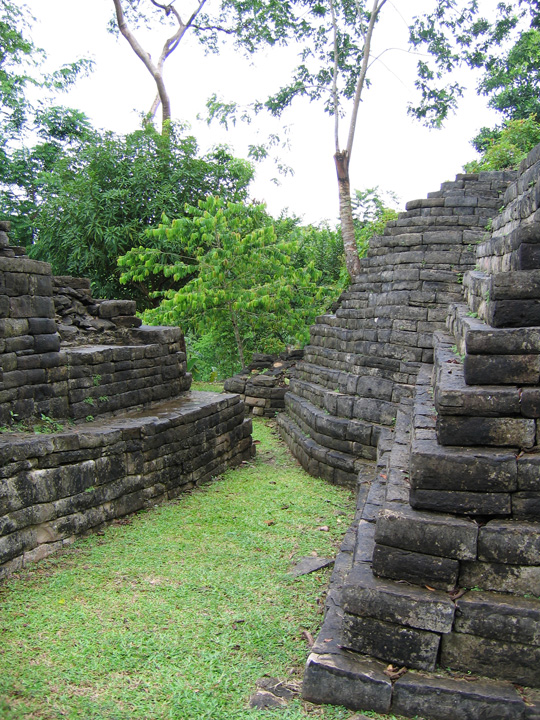
van dichtbij

Lubaantun is een oude verlaten Mayastad in het zuidelijk district Toledo van Belize. Ze ligt te San Pedro Columbia op zo'n 42 km ten noordwesten van Punta Gorda.

## Geschiedenis
De stad werd omstreeks 700 na Chr. gesticht en rond 900 na Chr. verlaten. Er werden religieuze ceremonieën uitgevoerd en er was een speelveld voor het Meso-Amerikaans balspel. In de stad is een aantal verhoogde altaren te vinden. Deze zijn opgebouwd door middel van gestapelde leistenen. Deze stenen werden op maat gemaakt, zodat ze op elkaar gestapeld konden worden. Hierdoor was er geen cement nodig.
Lijst van gekende Mayasteden en archeologische sites in centraal Amerika.